# リリアン・ワトソン
リリアン・ワトソン（Lillian Watson, 1857年9月17日 - 1918年5月27日）は、イングランド・ロンドン生まれの女子テニス選手。1884年に第1回大会が行われたウィンブルドン選手権女子シングルス部門で、妹のモード・ワトソンとの「姉妹対決の決勝」に敗れて準優勝になった選手である。

## 来歴
世界最古のテニス・トーナメントであるウィンブルドン選手権は、1877年に「オール・イングランド・ローンテニス・アンド・クローケー・クラブ」で第1回大会が行われた。最初は男子シングルスのみで始まり、初代優勝者はスペンサー・ゴア（1850年 - 1906年）であった。女子シングルスはそれから7年遅れて1884年に第1回の競技大会が行われた。参加選手は13名で、決勝戦はリリアン・ワトソンと7歳年下の妹モード・ワトソンとの“姉妹対決”になった。リリアンは妹のモードに 8-6, 3-6, 3-6 の逆転で敗れ、ウィンブルドン選手権で第1回女子シングルス優勝者になることはできなかった。
ウィンブルドン選手権の女子シングルスでは、第3回大会の1886年から、大会前年優勝者を除く他の選手たちが「チャレンジ・ラウンド」（Challenge Round、挑戦者決定戦）を1回戦から勝ち抜き、それを制した選手が前年優勝者と決勝を戦う「オールカマーズ・ファイナル」（All-Comers Final）方式で優勝を決定した。リリアンは1886年の女子シングルス「チャレンジ・ラウンド」でベスト4に入ったが、ブランチ・ビングリー（1863年 - 1946年）に 3-6, 6-8 で敗れた。リリアンとモードのワトソン姉妹は、1886年を最後にウィンブルドン選手権から退いた。姉のリリアンは1918年5月27日に60歳で亡くなり、妹のモードほど長生きできなかった。
第1回ウィンブルドン選手権で行われたリリアンとモードの「ワトソン姉妹対決の決勝」から117年後、2001年の全米オープン女子シングルス決勝で、ビーナスとセリーナのウィリアムズ姉妹が「姉妹対決の決勝」を実現させた。この決勝対決は、ウィンブルドン選手権でも2002年・2003年・2008年・2009年の4度実現する。2017年全豪オープンまで総計9回行われた黒人姉妹の決勝対決は、妹のセリーナが「7勝2敗」で大きく勝ち越している。